# 大红蔷薇
大红蔷薇（学名：Rosa saturata），为蔷薇科蔷薇属下的一个植物变种。